# La Provincia di Mantova
La Provincia di Mantova fu un quotidiano locale pubblicato a Mantova.

## Storia
Nacque il 1º giugno del 1872 e fu pubblicato fino al 31 marzo 1874. La progettazione e fondazione fu su iniziativa di reduci mantovani delle battaglie repubblicane e garibaldine, i medici Achille Sacchi e Vincenzo Giacometti e gli avvocati Giuseppe Cadenazzi, Antonio Portioli e Fermo Rocca. A dirigere il giornale fu chiamato il garibaldino Alberto Mario che attuò una linea politica intransigente, repubblicana e federalista. Non mancò l'anticlericalismo tipico del movimento democratico dell'epoca e l'auspicio di una scuola laica e gratuita aperta a tutti.
Dopo l'esperienza della direzione di Alberto Mario, La Provincia di Mantova Giornale della democrazia ritornò alle stampe sotto la direzione di Attilio Valentini il 1º maggio del 1887.
Cambiò diverse volte testata, aggiungendo, all'immutato La Provincia di Mantova, di volta in volta:
- dal 28 novembre 1899 Giornale della Democrazia sociale
- dal 27 dicembre 1903 Giornale socialista quotidiano
- dal 1º luglio 1913 Giornale dell'alleanza radicale socialista
- infine dal 23 marzo 1917 acquisì il definitivo Giornale politico

Nacque come quotidiano dei partiti popolari radicali, repubblicani e successivamente socialisti turatiani. Ma già nel 1903 il quotidiano diventa esclusivamente socialista. Dal 1908 il quotidiano si spostò su posizioni democratiche.
Il 1º maggio 1920 La Provincia di Mantova si fonde con la Gazzetta di Mantova facendo nascere il nuovo quotidiano cittadino La Voce di Mantova che sarebbe successivamente diventato organo del Partito Nazionale Fascista di Mantova.